# Kodeks dyplomatyczny
Kodeks dyplomatyczny – kodeks w formie zbioru dokumentów, dyplomatów, akt dawnych, które stanowią źródłowe dokumenty historyczne wystawione przez władców lub instytucje dla określonych lokalizacji geograficznych.

## Kodeksy dotyczące Polski
Do kodeksów dotyczących ziem leżących na terenie obecnej Polski należą:
- Kodeks dyplomatyczny Małopolski – czterotomowy, wydany w latach 1876–1905, grupujący średniowieczne dokumenty dotyczące terytorium Małopolski do roku 1450[2] .
- Kodeks dyplomatyczny Wielkopolski – jedenastotomowe wydawnictwo źródłowe wydawane od 1877 do 1999, grupujące dokumenty średniowieczne dotyczące terytorium Wielkopolski do 1444[3] .
- Kodeks dyplomatyczny klasztoru tynieckiego – zbiór dokumentów i przywilejów w dobrach tynieckich benedyktynów obejmujący dokumenty od 1105 do 1506[4] .
- Kodeks dyplomatyczny miasta Krakowa – obejmujący dokumenty z lat 1257–1506. Wydał w częściach 1–3 w latach 1879–1882 Franciszek Piekosiński[5] .
- Kodeks dyplomatyczny katedry krakowskiej św. Wacława – dwuczęściowe, wydane przez Piekosińskiego w Krakowie w latach 1874–1883.
- Kodeks dyplomatyczny Księstwa Mazowieckiego – zbiór dyplomatów z Mazowsza wydany w 1863 przez Jana Tadeusza Lubomirskiego[6] .
- Codex diplomaticus Regni Poloniae et Magni Ducatus Lituaniae – zbiór dyplomatów dotyczących Królestwa Polskiego oraz Wielkiego Księstwa Litewskiego[7] .